# Incidenca
Incidenca ali pojavnost je število novih dogodkov, predvsem novih primerov bolezni v določenem časovnem intervalu oziroma obdobju na določenem območju v določeni populaciji.
Incidenca je delež ljudi z določenim znakom ali boleznijo, ki ga na novo najdemo v določeni populaciji v določenem obdobju (ko opravimo pregled – raziskavo), tj. prvič odkrita bolezen ali znak pri prej zdravih osebah. Navadno govorimo o letni pojavnosti, tj. številu novih primerov znaka ali bolezni v enem letu. Pojavnost nam torej pove, koliko novih primerov lahko pričakujemo v določenem obdobju v določeni populaciji.
Za razliko od incidence se prevalenca (razširjenost) nanaša na število vseh bolnikov (starih in novih) z določeno boleznijo v kaki populaciji v času opazovanja (npr. na določen dan).

## Značilnosti
- incidenca je skupno ime za mere, ki merijo pojavljanje novih primerov bolezni (incido in morbum lat. oboleti) v populaciji;
- gre torej za nove primere pojava (bolezni) v populaciji posameznikov, ki so na začetku določenega časovnega intervala brez pojava, vendar pa so izpostavljeni tveganju za njegov nastanek;
- s stalnim sledenjem incidence v zaporednih kratkih časovnih intervalih (eno leto) izražamo dinamiko opazovanega pojava v času, zaradi česar je osnovni kazalec dinamike pojava (naraščanje, upadanje, nespremenljivost).[3]

## Delitve in pojmi

### Delitve
Incidenco lahko po različnih kriterijih delimo na:
- absolutno in relativno incidenco
- kumulativno in parcialno incidenco
- letno, mesečno (itd.) incidenco
- posebne incidenčne mere (umrljivost).[3]

### Pojmi
Relativno incidenco lahko izražamo kot:
- incidenčno tveganje
- stopnjo (epidemiološko) incidence
- incidenčne obete
- gostoto incidence (incidenco “osebe-čas”, stopnjo incidence kot pravo stopnjo).

## Izračun[4]
{\displaystyle {\mbox{incidenca}}={\frac {{\check {s}}tevilo\ novih\ obolenj}{{\check {s}}tevilo\ novih\ obolenj+{\check {s}}tevilo\ vseh\ ogro{\check {z}}enih}}}
{\displaystyle {\mbox{stopnja incidence}}={\frac {{\check {s}}tevilo\ novih\ obolenj}{({\check {s}}tevilo\ novih\ obolenj+{\check {s}}tevilo\ vseh\ ogro{\check {z}}enih)\cdot {\check {c}}asovno\ obdobje}}}